# Procambarus connus
Procambarus connus är en sötvattenlevande kräfta som lever endemiskt i USA.